# Jazzi Barnum-Bobb
Jazzi Barnum-Bobb (Enfield, 15 settembre 1995) è un calciatore sanvincentino con cittadinanza britannica, difensore del Chelmsford City.

## Carriera

### Club
Dal 2012 al 2014 ha giocato nelle giovanili del Watford; successivamente ha giocato da professionista con Cardiff City (solamente 2 presenze in Coppa di Lega) e Newport County, rispettivamente nella seconda e nella quarta divisione inglese. Ha poi continuato a giocare a livello semiprofessionistico tra la quinta e la sesta divisione inglese.

### Nazionale
Ha esordito in nazionale con Saint Vincent e Grenadine nel 2022.